# 小村外交

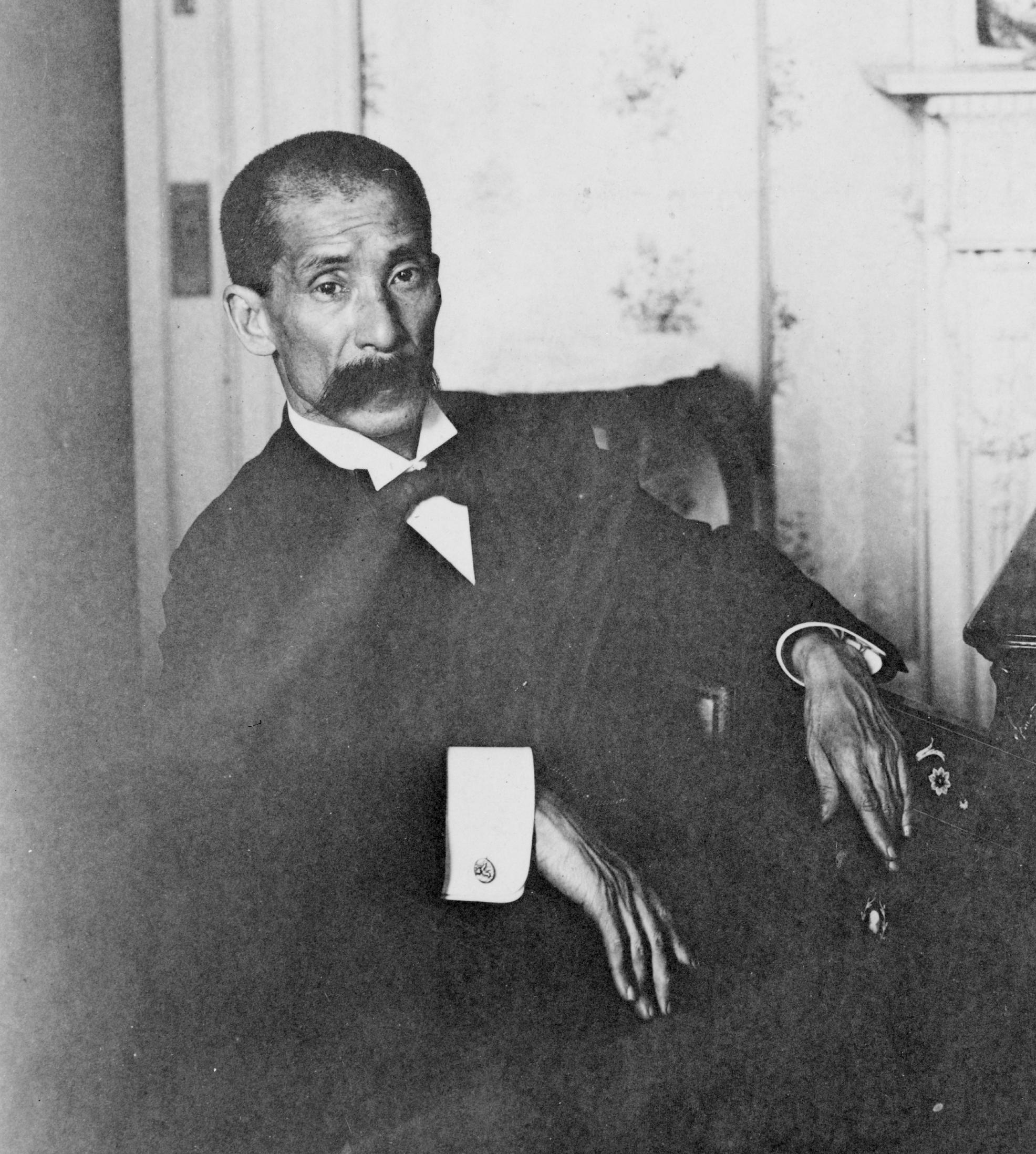
小村寿太郎（1905年）

小村外交（こむらがいこう）は、明治後半期の第1次桂内閣・第2次桂内閣における小村寿太郎外務大臣の外交政策を指す。

## 概要
小村寿太郎は、「元勲総出」内閣と呼ばれた第2次伊藤内閣の外務大臣、陸奥宗光に見出され、1893年11月、清国公使館参事官として北京に着任した。これが、小村の外交官としてのデビューであった。小村の外交官としての初仕事は、1894年2月に朝鮮王国で起こった東学党の乱への対応であった。折衝にあたった小村の報告は正確無比なものだったといわれている。寸暇を惜しんで大量の洋書を読み、清国の国内視察もおこなった小村が出した結論は「眠れる獅子」と称される清国は必ずしも獅子ではなく、清国軍は日本軍の相手ではないというものであった。6月7日、清国政府は朝鮮政府の要請により朝鮮国内に派兵することを日本側に通告した。小村は、陸奥の指示により日本政府も派兵すると通知したが、清国は、朝鮮が清の属国だから派兵するのであり、日本の派兵とはまったく性質の異なるものであると主張し、また、自国民保護目的のための派兵ならば極力少人数にすべきだと唱えた。これに対して、小村は日朝修好条規や天津条約の規定を持ち出し、日本は朝鮮が他国の属国であったことを認めたことはなく、出兵は相互の取り決めによるものであり、また、派兵の規模は主権国家の専権事項であって他国の指示を受けるものではないと反論している。
その後、小村は駐朝公使として1895年10月の乙未事変後の事態の収拾にあたり、1896年6月以降は西園寺公望、大隈重信、西徳二郎3人の外相の下での外務次官を務め、1898年9月以降は、駐米公使、駐露公使、駐清公使を歴任し、1900年の北信事変（義和団の乱）への対応や事変後の対清交渉の場でも活躍し、北京議定書の締結（1901年9月）に尽力した。
第1次桂内閣の外相としては、1902年1月の日英同盟の締結や日韓議定書、日韓協約、桂・タフト協定などの戦時外交に力を尽くした。日露戦争中の小村は、国内外の広報活動にも力を入れた。日本はやむなく戦争に突入したことを訴えるべく、ロシア帝国との交渉経緯を公表し、それが『東京日日新聞』などの新聞メディアに連載されることによって、国民の一致団結と国民からの戦争協力に役立てようとし、英米両国に対しては特使として末松謙澄をイギリスに、金子堅太郎をアメリカ合衆国に派遣して広報外交を展開した。ポーツマス条約交渉にも高平小五郎駐米大使とともにセルゲイ・ウィッテ、ロマン・ローゼンを全権とするロシアとの交渉にあたり、軍事賠償金こそ獲得できなかったものの、南満洲鉄道の利権をはじめとする「絶対的必要条件」をすべて満たしたうえで樺太南部の割譲を引き出した。ポーツマスから帰国した小村は桂・ハリマン協定を破棄し、わずか2週間後には北京に渡ってポーツマス条約の決定事項を認めさせるための対清交渉をみずから全権大使としておこない、満洲善後条約を結んだ。
その後、小村は1906年夏、駐英大使に任じられたが、大使としての小村は、イギリスでは必ずしも人気のある外交官ではなかった。
1908年7月に成立した第2次桂内閣の外相としては、高平・ルート協定、日清協約、日露協約の締結に力があり、1910年には韓国併合を実行に移し、1911年には日米通商航海条約の改定において関税自主権の完全回復を成し遂げて、幕末以来の不平等条約を解消させて、条約改正を達成した。

## 特色
小村は、自分の仕事は後世の人間が判断すべきであるとして日記を一切を付けなかった。また、秘密主義を貫いたため、小村の手紙もほとんど残っていない。ポーツマス条約交渉でも満洲善後条約交渉でも、小村はさんざん叩かれたが、一切自己弁護をしていない。ただし、小村が東京開成学校時代に書いた英文の自叙伝 "My Autobiography" が1997年にアメリカの大学で見つかっており、開成学校の英語教師だったグリフィスはこれについて18歳の青年が書いたとは思えないほどの深い内容だと称賛している。
小村はまた、たいへんな読書家であり、ロシアに駐在していた時には薄暗い室内で膨大な量の書物を読み漁ったため視力が大幅に衰え、医者からはこれ以上目を使い続けると失明するとまで警告されたが、それでも小村の学習意欲は衰えず、読書を止めることは終生なかった。小村は40歳を過ぎても公私共に報われず、翻訳の内職をして生計を支えていたが、小村の運が開けたきっかけはこの内職にあった。翻訳という作業は、諸分野における多様な事象について勉強する機会を翻訳者にもたらす。小村が陸奥宗光に見いだされたのも、翻訳で得た紡績に関する知識を陸奥の前で披露したことがきっかけとなっている。
小村外交の特徴としてはまず、小村自身がハーバード大学への留学やニューヨークの法律事務所で鍛えた抜群の語学力があげられる。外交官となってからも、仕事の合間に大量の洋書を読みこなすなど、彼の外交政策の基盤として高度な語学力に支えられた正確な情報収集能力があったことは間違いない。そして、彼は在外公使・領事が本国に送信した電報を、実に丁寧に、また、様々な角度から自身で読んでおり、そのため、非常に時間はかかったものの内容をよく覚えており、それを基にみずから判断し、彼が発した返電や訓電も間違いなく彼の意を受けたものであったという。小村はしばしば病気を患ったが、職務にあって、彼はその姿勢を律儀に貫いたのである。
非常に秘密主義に徹していたことも特筆される。機密を守るのは、外交官の資質としてきわめて大切な要素ではあるが、人との距離を遠ざける原因ともなっていた。また、彼はたいへんな社交嫌いでもあったため、駐米公使時代と駐英大使時代は不人気な外交官であり、同盟国や友好国で人脈を広げることはできなかった。大使や公使としての勤務が向いていなかったわけではないが、彼はむしろ乱世で力を発揮するタイプであった。
しばしばマスコミ嫌いと思われがちであるが、必ずしもそうではなく、利用できると踏んだときはおおいにメディアを活用している。
さらに、外政家としての小村の特徴としては、議会や政党に対する低い評価がある。この点は陸奥宗光や加藤高明とも異なっており、超然内閣がかろうじて成立しえた明治時代後半であったからこそ彼は充分に力を発揮できたという側面がある。彼は、一国の外交の権限は外務大臣と内閣にあると考えていた。そのため、外交方針に伊藤博文や山縣有朋などの元老が影響力を及ぼすことにも強く反対した。藩閥政府にも反発していたため、まずは桂太郎首相の支持を取りつけ、時に桂をリードしながら外政での主導権を握ることで元老の関与を限定的なものにとどめた。
そのスタイルは非民主的でエリート主義的な一方、外交を政争の具にしないという長所があった。彼の外交政策には一貫性があり、遂行にあたっても決してぶれなかったが、これは個人的性格だけに帰せられるものではない。また、彼の民主主義嫌いも、交渉対象国の政治体制いかんによって、特定のイデオロギーに立って外国を評価したり、政策を決定したりという風潮には無縁で、純粋にパワー・ポリティクスの視点から国際政治を考え、そのなかでの国益を最優先に考えたため、柔軟で現実的な外交政策が採られるという利点があった。イギリス・アメリカ・ロシア・清国・朝鮮（韓国）といった重要な国々での外交官を歴任し、海外経験も豊富な割には、特定の国への思い入れが外交政策に影響しなかった点も小村の特徴で、どの国とも適度な距離をとって公平で冷静な判断を下していた。
小村はかなり初期の段階から満洲の重要性を認識していた。本多熊太郎の『魂の外交』によれば、小村はすでに日清戦争直後から長春に注目していた。当時はまだ、満洲に鉄道がなく、わずかな商店街があるだけであり、ロシアが進出して以降にわかに注目されるようになるが、小村はそれ以前からこの地が日本にとって重要な場所になると考えていた。
外交官・外政家としての小村の経歴は、弱小独立国家として出発した明治の日本が日清・日露の両戦争に勝ち抜き、帝国主義列強の一員、「一等国」にのし上がった軌跡と重なり合い、その人生は近代日本外交の体現であったと形容できる。粕谷一希もまた、小村は陸奥宗光と並んで「日本の国家理性を体現したともいうべき存在」と述べている。今もなお、外務省にあっては、「小村外交」こそ日本外交の頂点をなすとの見方が健在である。
小村外交は帝国主義外交であり、その点で徹底しており、裂帛の意思で強硬姿勢を貫いていた。小村は、日本の国力の不備を充分に知悉したうえで列強間の利害対立を綿密に計算し、軍事力を背景に最大限に国益を追求するリアリズムの立場に立つ一方、国際協調派としての顔も持ち合わせていた。小村の死後、日本の外務省はアメリカ合衆国が主唱する「新外交」に呼応して外交政策を転換し、そのための政策立案においては、皮肉なことに子息の小村欣一も重要な役割をになうこととなる。「新外交」とは帝国主義的な勢力圏外交の否定であり、確かに、帝国主義的なやり方だけでは次第に国際社会で通用しなくなっていくのである。小村自身も、晩年になって親しい人に外交で苦心したことを語る際、「日本はもう戦争はしてはいけません。戦争をする必要がないだけにはしたつもりです。今後は産業その他に力を入れて国民を楽に暮らさせていくことです」という言葉で結ぶことが多かったという。